# Tragia montana
Tragia montana är en törelväxtart som först beskrevs av George Henry Kendrick Thwaites, och fick sitt nu gällande namn av Johannes Müller Argoviensis. Tragia montana ingår i släktet Tragia och familjen törelväxter. Inga underarter finns listade i Catalogue of Life.